# Komosa (przysiółek)
Komosa – przysiółek w Polsce, położony w województwie podlaskim, w powiecie białostockim, w gminie Supraśl.
W latach 1975–1998 miejscowość administracyjnie należała do województwa białostockiego.